# الکمادا
الکمادا (به لاتین: Alkemada) یک منطقهٔ مسکونی در سری‌لانکا است که در استان مرکزی (سری‌لانکا) واقع شده‌است.